# Ik wil alleen maar zwemmen
Ik wil alleen maar zwemmen is een nummer van de Nederlandse muzikant Spinvis uit 2006. Het is de tweede single van zijn tweede studioalbum Dagen van gras, dagen van stro.
Het nummer is een van de bekendste nummers van Spinvis, en werd dan ook een grote radiohit in Nederland en Vlaanderen. Toch bereikte het nummer de Nederlandse Top 40 of de Tipparade niet, maar haalde het slechts de 91e positie in de Single Top 100.

## NPO Radio 2 Top 2000
Ik wil alleen maar zwemmen stond in 2024 voor het eerst in de NPO Radio 2 Top 2000, op plek 1984.